# Алан, Лори
Ло́ри А́лан Де́нниберг (англ. Lori Alan Denniberg; род. 18 июля 1966, Потомак, Мэриленд, США) — американская актриса

.

## Биография
Лори Алан Денниберг родилась 18 июля 1966 года в Потомаке (штат Мэриленд, США) в семье артистов Эллиота Денниберга и Марты Маннинг. Лори начала актёрскую карьеру в возрасте пяти лет, снимаясь в рекламе. Окончила Эмерсон-Колледж и Нью-Йоркскую Школу Искусств.
Она озвучила Перл Крабс в мультсериале «Губка Боб Квадратные Штаны». Она также озвучила Дайан Симмонс в «Гриффинах» и Босс в «Metal Gear». Алан активно занимается спасением животных и политикой, и в настоящее время она живёт в Лос-Анджелесе.

## Избранная фильмография
| Год          |    | Русское название           | Оригинальное название                    | Роль                   |
| ------------ | -- | -------------------------- | ---------------------------------------- | ---------------------- |
| 1990         | с  | Закон и порядок            | Law & Order                              | Марта                  |
| 1994         | ф  | Святые узы брака           | Holy Matrimony                           | Клеопатра              |
| 1994         | мс | Коты быстрого реагирования | Swat Kats: The Radical Squadron          | Лейтенант Фелина Ферал |
| 1994—1995    | мс | Фантастическая четвёрка    | Fantastic Four                           | Невидимая леди         |
| 1995         | ф  | Парни побоку               | Boys on the Side                         | Девушка с позицией     |
| 1995         | с  | Нед и Стейси               | Ned and Stacey                           | Тереза                 |
| 1995         | ф  | Отец невесты 2             | Father of the Bride Part II              | Миссис Хабиб           |
| 1999 — н. в. | мс | Губка Боб Квадратные Штаны | SpongeBob SquarePants                    | Перл Крабс             |
| 2003         | с  | Клиент всегда мёртв        | Six Feet Under                           | продавщица «Macy’s»    |
| 2004         | мф | Губка Боб Квадратные Штаны | The SpongeBob SquarePants Movie          | Перл Крабс             |
| 2015         | мф | Головоломка                | Inside Out                               | печаль миссис Андерсон |
| 2015         | мф | Губка Боб в 3D             | The SpongeBob Movie: Sponge Out of Water | Перл Крабс             |
| 2019         | с  | Бесстыжие                  | Shameless                                | Стейси Бэр             |